# Нада Пани
Нада Пани (на сръбски: Нада Пани, на босненски: Nada Pani) е югославска телевизионна и филмова актриса.

## Биография
Родена е като Надежда Ресулович в 1920 година в град Скопие, тогава в Кралството на сърби, хървати и словенци, днес в Северна Македония. Като дете играе балет. Актьорската си кариера започва в 1941 година в Сараевския народен театър. Умира в 1992 година в Загреб.